# Bulbophyllum tubilabrum
Bulbophyllum tubilabrum là một loài phong lan thuộc chi Bulbophyllum.